# Tintakék boglárka
A tintakék boglárka (Plebejus argyrognomon) a boglárkalepke-félék családjába tartozó, Eurázsiában és Észak-Amerikában honos lepkefaj. Egyéb elnevezései: csillogó boglárka, szilvakék boglárka.

## Megjelenése
A tintakék boglárka szárnyfesztávolsága 2,4-3,0 cm. A hím szárnyainak felső oldala ibolya kék vagy szilvakék, fekete szegéllyel, fekete behintéssel; erei is feketék. Rojtja fehér. A nőstény szárnyai csokoládébarnák, a szárnyak töve néha kék pikkelyes. A hátsó szárnyon narancssárga szegélyfoltsor látható, amely halványan vagy sötét árnyékként átterjedhet az elülső szárnyra is. 
A szárnyak fonákja világos galambszürke vagy halványbarna. Az elülső és hátsó szárnyakon és narancssárga, ív alakú foltokból álló szegélyfoltsor található, amely olykor egybefolyik. Ennek belső oldalán fekete-fehér szemfoltsor húzódik mindkét szárnyon. 
Igen változékony faj, a foltok méretében, hosszában, foltsorok hosszában, a szárnyak alapszíneiben eltérések lehetnek.
Petéje lapított, fehér színű, felszíne sűrűn gödörkés. 
Hernyója világoszöld, bársonyosan szőrözött, hátán sötétzöld csíkkal. 

### Hasonló fajok
Hasonlíthat hozzá az ezüstös boglárka, az északi boglárka és a fóti boglárka.

## Elterjedése
Eurázsiában (Franciaországtól Kamcsatkáig) és Észak-Amerika nyugati partvidékén honos. Magyarországon mindenütt előfordul, gyakori. 

## Életmódja
Nem bolygatott száraz és üde rétek, tisztások, útszélek, felhagyott szőlők lepkéje. 
Évente két (hűvösebb éghajlaton egy) nemzedéke repül (május eleje-június közepe és július közepe-szeptember közepe). A hímek territóriumot őriznek, a nőstények keveset repülnek. Sokszor csapatostul fordul elő, a hímek tömegesen szívogathatnak a nedves földön. Többnyire lila, kék és sárga virágokon szívogatják a nektárt. A nőstény tarka koronafürtre vagy érdeslevelű csüdfűre rakja petéjét, ami áttelel és tavasszal kel ki belőle a hernyó.  
Magyarországon nem védett.

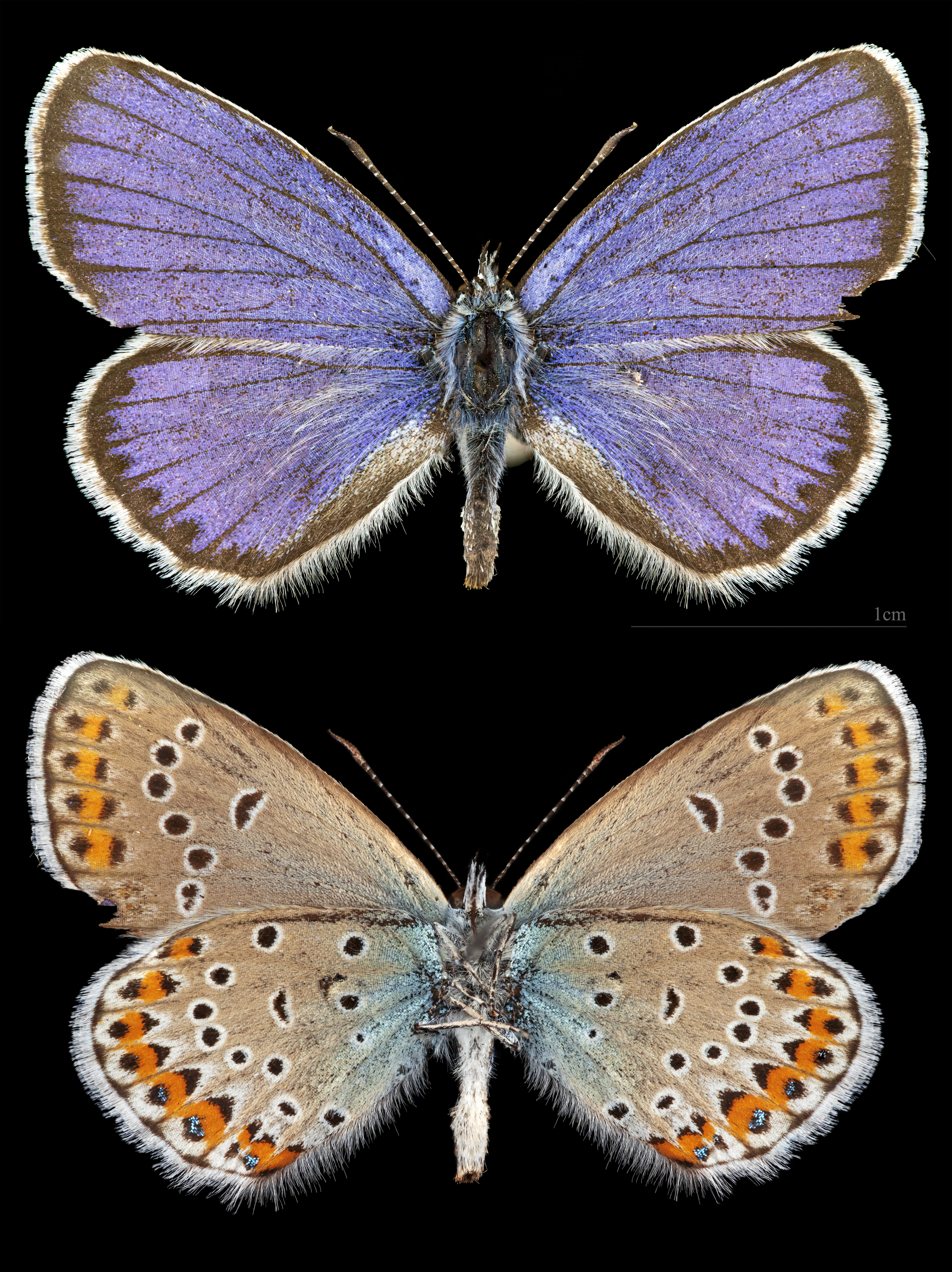
Hím
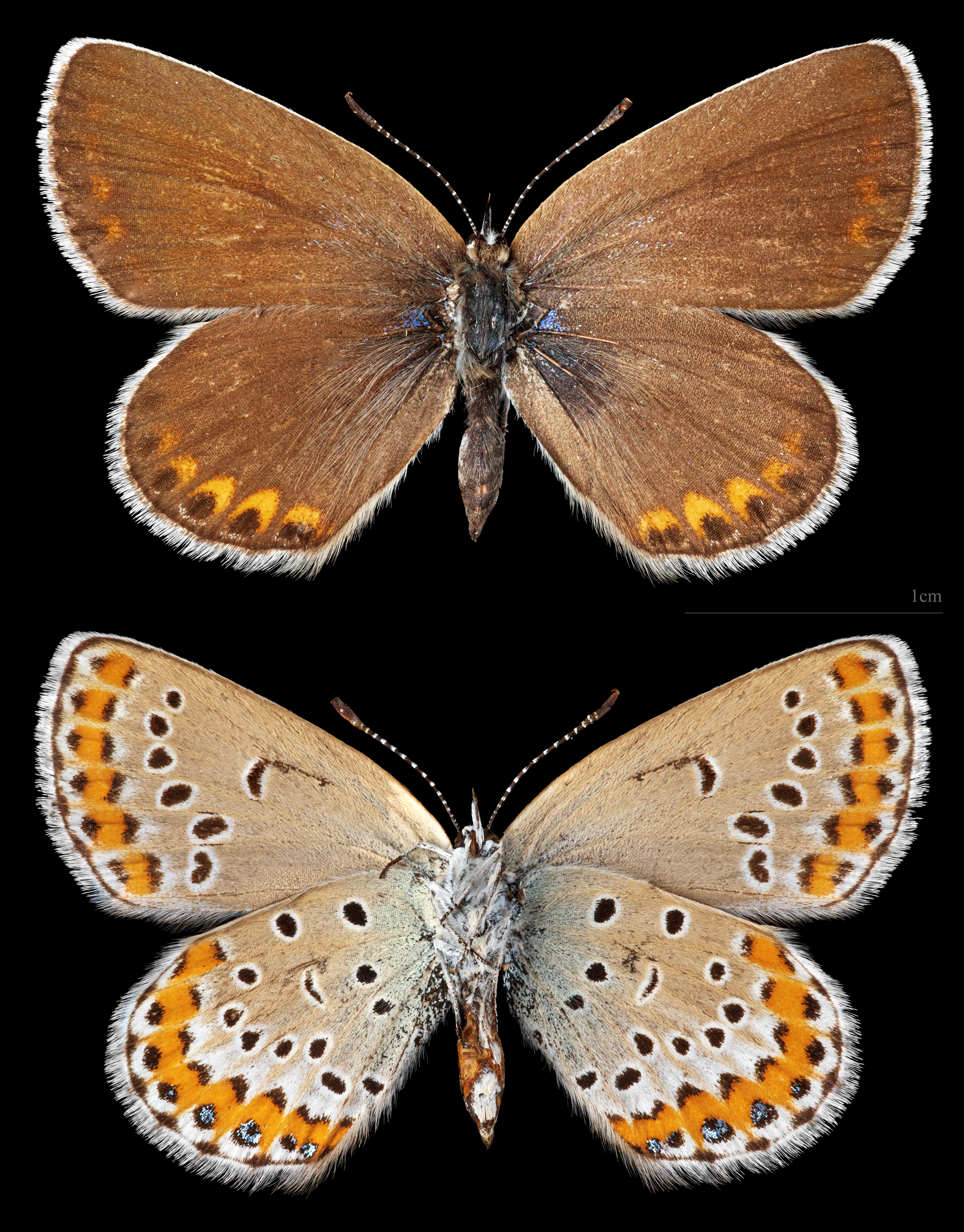
Nőstény
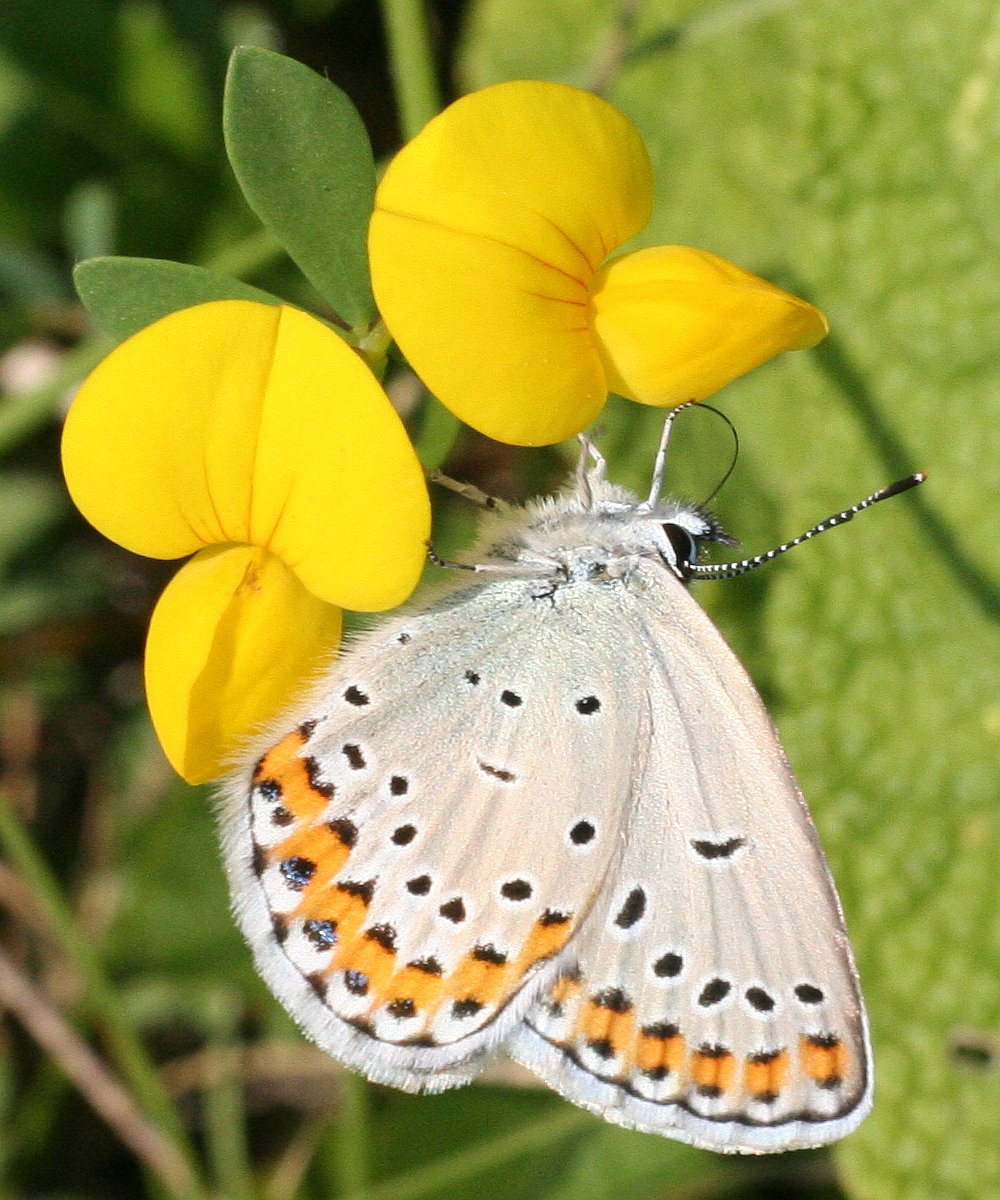
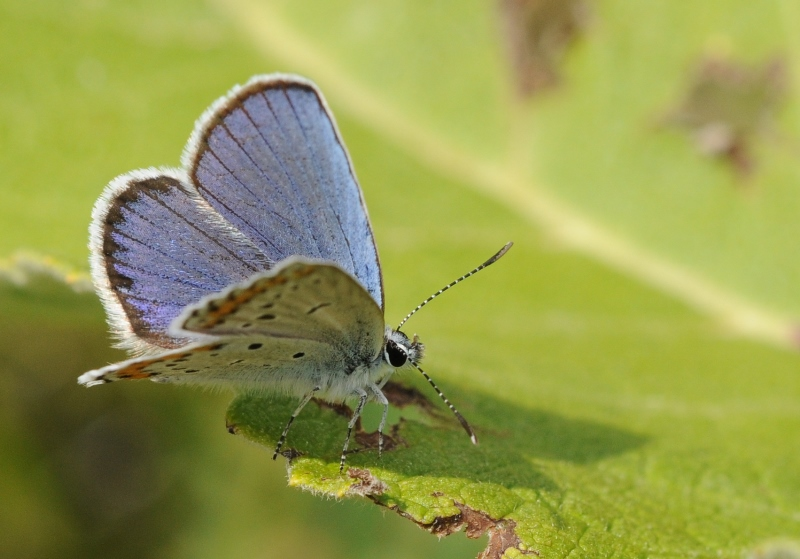